# Marta Heimeran
Marta Heimeran (Neurenberg, 2 oktober 1895 - Arlesheim, 2 mei 1965) behoorde tot de kring van 45 oprichters van De Christengemeenschap en was een van de drie vrouwen in dat gezelschap. Zij werd in 1922 tot priester gewijd en bleef dat ambt vervullen tot haar dood.

## Biografie
Marta Heimeran groeide op in een welgestelde familie. Zij joeg haar vader schrik aan door het burgerlijk milieu vaarwel te zeggen en deel te nemen aan het vrije leventje van de Wandervogel.
In 1919 ontmoette zij Alfred Heidenreich, die zij interesse voor de antroposofie bijbracht. De eerste theologen-cursus van Rudolf Steiner volgden zij beiden niet, met een kerk wilden ze niets te maken hebben. Pas toen anderen vol vuur over de inhoud van de cursus vertelden, volgden ze de tweede cursus in Dornach. Zij werden zó geïnspireerd dat zij nauw betrokken raakten bij het oprichten van de Christengemeenschap. Marta ministreerde tijdens de eerste mensenwijdingsdiensten in de oprichtingsweek in het Goetheanum, en werd op 17 september 1922 zelf tot priester gewijd door Emil Bock.
In het voorjaar van 1923 stichtte Alfred Heidenreich een gemeente in Frankfurt en vroeg haar te komen helpen. Ze werkten samen, maar niet zonder spanningen. Alfred was Lenker (bewindsdrager) en uit hoofde van die functie veel op reis. Heimeran runde dan in haar eentje de gemeente.
In 1929 kwam de vraag in Engeland de Christengemeenschap op te bouwen. Marta en Alfred besloten te trouwen, en samen gingen zij naar Londen. In 1932 werd hun zoon geboren. Met behulp van Cecil Harwood vertaalden Alfred en Marta de cultustekst uit het Duits naar het Engels. Engelse kandidaten voor de priesterwijding dienden zich vervolgens snel aan en de beweging verspreidde zich over het land.
In 1939 was de familie terug in Duitsland. Marta werkte aan haar boek “Von der Religion des kleinen Kindes”. Alfred werd voor een lezing in Nederland uitgenodigd. Toen overviel hen de oorlog. Alfred kon nog met de laatste boot naar Engeland terugkeren. Marta werd door de Gestapo gedwongen met hun zoon in Duitsland achter te blijven. Ze voerde met Eduard Lenz en Gerhard Klein de gemeente Dresden tot aan het verbod van de Christengemeenschap op 9 juni 1941. Er volgden zware weken in de vrouwengevangenis van Dresden. Na haar vrijlating keerde zij terug naar Neurenberg en verdiende gedurende de oorlogsjaren noodgedwongen de kost met vertalingen, nu het niet mogelijk was haar beroep van priester in de openbaarheid uit te voeren.
Door de gedwongen scheiding ontstond er verwijdering tussen Marta en Alfred, toch werd het huwelijk nooit ontbonden. Een terugkeer naar Engeland zat er echter niet in, alhoewel Marta wel regelmatig aan bijeenkomsten van de Engelse synode deelnam.
Na het einde van de oorlog werkte zij mee aan het herstel van de Christengemeenschap in Duitsland en bouwde in Tübingen gedurende 20 jaar een grote gemeente op waar jong en oud zich thuis voelde.
In 1963 werd zij nog tot Lenker benoemd. Met Pasen 1965 celebreerde ze een laatste maal de mensenwijdingsdienst, na een beroerte overleed zij in de kliniek van Arlesheim op 2 mei 1965.